# 王楼镇 (商丘市)
王楼镇，是中华人民共和国河南省商丘市梁园区下辖的一个乡镇级行政单位。
原为王楼乡，2024年12月29日撤乡设镇。

## 行政区划
王楼镇下辖以下地区：
王楼村、厅堂楼村、邢店村、韩庄村、闫路口村、三陵村、杨油坊村、王阁村、清凉寺村、刘庙村、葛庄村、康庄村、小坝村、韩大楼村、韩小庄村、周庄村、任庄村和朱辛庄村。